# Керъл Хигинс Кларк
Керъл Хигинс Кларк (на английски: Carol Higgins Clark) е американска актриса и писателка на бестселъри в жанра трилър.

## Биография и творчество
Керъл Хигинс Кларк е родена на 19 юни 1956 г. в Ню Йорк, САЩ. Дъщеря на Уорън Кларк, директор на авиокомпания, и на писателката на трилъри Мери Хигинс Кларк. Има двама братя и една сестра. Има доведена сестра Мери, също автор на трилъри.
Израства в Ню Джърси.
Завършва с бакалавърска степен през 1978 г. колежа „Mount Holyoke“ в Масачузетс. След това учи актьорско майсторство в „Бевърли Хилс Плейхаус“.
Започва да чиракува при майка си още докато учи в колежа. По това време майка и става вдовица и трябва да издържа семейството си. Карол и помага в работата като прпеписва нейните произведения чукайки на ръчна пишеща машина, и коментира с нея сюжета и героите. За някои от тях прави и проучвания на реалните места на действието от романите и.
След завършването си работи в няколко действащи извън Бродуей театри и телевизии. Записва и няколко аудио-книги, за което получава признание и награда.
От 1986 г. получава второстепенни роли в телевизионни филми и сериали, някои по произведенията на майка и. През 1992 г. получава главна роля в телевизионния филм „A Cry in the Night“ по романа на Мери Кларк, което е най-значимата и роля в нейната филмография. Филмът е показан на телевизионния фестивал в Кан, на филмовия фестивал в Монреал, и на национално ниво по телевизията в САЩ.
Докато работи в сферата на телевизията, повлияна от майка си, започва да пише самостоятелни романи. След дълга подготовка и корекции, през 1992 г. излиза първият трилър „Разкош и убиец на борда“ (Decked) от нейната серия „Риган Рейли“. Героинята и Рейли е частен детектив, която попада на неочаквани престъпления. Нейният образ е полу-автобиографичен на писателката и включва, освен съспенса и загадката, и много свеж хумор в процеса на извършваните разследвания. Романът става бестселър и е номиниран за наградите „Агата“ и „Антъни“.
Романите и от серията „Риган Рейли“ на Керъл Кларк са характерни с това, че винаги заглавията им завършват на „ED“ (нещо стърчащо). За произведенията си най-често използва някои действителни случаи от практиката на криминалистите.
От 2000 г., заедно с Мери Кларк, която е родена на Коледа, пишат по един тематичен трилър, свързан с празника. Така създават подсерията от романи за Риган Рейли – „Уили и Елвира Мийн“. Двамата герои са съседи на Рейли и участват в нейните опасни разследвания.
Керъл Хигинс Кларк живее в Ню Йорк. На 11 октомври 2006 г. малък самолет се удря в 39 етаж на сградата „Белеар“, в която тя живее, само на един етаж по-високо от нейния.

## Произведения

### Серия „Риган Рейли“ (Regan Reilly)
1. Разкош и убиец на борда, Decked (1992) – номинирана за награда „Агата“ и „Антъни“
2. Snagged (1993)
3. Картината, Iced (1995)
4. Twanged (1998)
5. Fleeced (2001)
6. Jinxed (2002)
7. Popped (2003)
8. Burned (2005)
9. Hitched (2006)
10. Laced (2007)
11. Zapped (2008)
12. Cursed (2009)
13. Wrecked (2010)
14. Mobbed (2011)
15. Gypped (2012)

#### Подсерия „Уили и Елвира Мийн“ (Alvirah and Willy) – сМери Хигинс Кларк
1. Отвличане по Коледа, Deck the Halls (2000)
2. The Christmas Thief (2004)
3. Santa Cruise (2006)
4. Dashing Through the Snow (2008)

### Новели
- Грешникът: Мистеризното пътуване на един егоист, He Sees You When You're Sleeping, 2001 – в съавторство с Мери Хигинс Кларк

## Филмография
- 1986 Where Are the Children?
- 1987 Stillwatch, ТВ филм
- 1990 Fatal Charm, видеофилм
- 1990 Night of the Fox, ТВ филм
- 1992 A Cry in the Night, ТВ филм
- 1993 Secret Service, ТВ сериал
- 1997 While My Pretty One Sleeps, ТВ филм
- 2004 The Cradle Will Fall, ТВ филм
- 2011 Deck the Halls, ТВ филм